# Missingdorf
Missingdorf ist eine Ortschaft und eine Katastralgemeinde der Gemeinde Sigmundsherberg, des Bezirkes Horn sowie des Bundeslandes Niederösterreich.
Das Dorf liegt an der Grenze von Wald- und Weinviertel. Am 1. Jänner 2024   hatte Missingdorf 106 Einwohner. Kirchlich gehört Missingdorf zur Pfarre Pulkau (Bezirk Hollabrunn).

## Geschichte
Missingdorf war bereits im Neolithikum besiedelt.

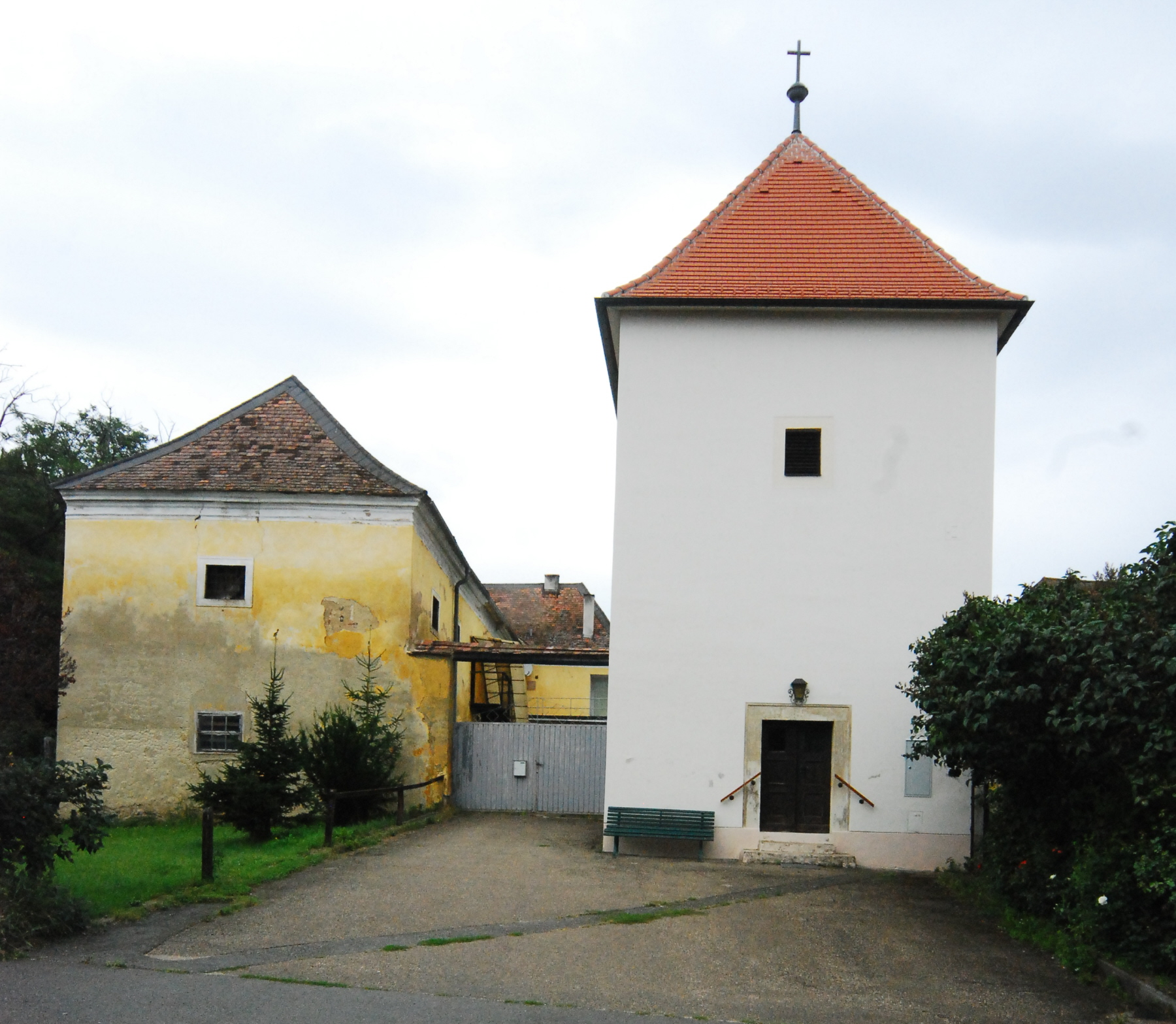
Turmkapelle von Missingdorf

Als erster Inhaber der Herrschaft ist im 12. Jahrhundert Hainricus de Mizzingdorf nachweisbar. Die Feste Missingdorf war von 1567 und bis 1594 im Besitz der Grafen zu Hardegg. Vom ehemaligen Wasserschloss (siehe Vischer Stich) aus dem 16./17. Jahrhundert ist der Westflügel als Wirtschaftshof sowie der quadratisch vorgeschobene Turm im Süden, der 1405 zur Kapelle umgebaut wurde. Laut Adressbuch von Österreich waren im Jahr 1938 in der Ortsgemeinde Missingdorf ein Gastwirt, ein Gemischtwarenhändler, eine Hebamme, ein Tischler, zwei Viktualienhändler und einige Landwirte ansässig.

## Wirtschaft
In wirtschaftlicher Hinsicht ist es landwirtschaftlich geprägt, wobei aber der Obstbau sowie die Herstellung von Obstbränden hervorzuheben ist.

## Sonstiges
Im 14. Wiener Gemeindebezirk Penzing erinnert die Missindorfstraße an die Herrschaft von Hans (seit 1415), Stefan (seit 1423) und Wolfgang (seit 1445) Missin(g)dorf über den Vorort Breitensee. Das Rittergeschlecht stammte aus Missendorf [sic!] bei Horn.